# فرانسيسكو دوكي
قالب:Philippine name
فرانسيسكو دوكي
في هذا الاسم الفلبيني، الاسم الأوسط أو اسم عائلة الأم هو تيونجسون  و اسم عائلة الاب هو دوكي
فرانسيسكو تيونجسون دوكي من مواليد (13-فبراير 1957) هو طبيب فلبيني ومسؤول حكومي يعمل حالياً وزيراً للصحة منذ عام2017 في حكومة الرئيس روديغو دوتيرتي.
كما شغل سابقاً منصب وزير الصحة من عام 2005 إلى 2010 في حكومة الرئيسة جلوريا ماكاباجال اوريو.
من عام 2010 إلى عام 2015 شغل منصب رئيس لجنة الخدمة المدنية.
•حياته البدائية والتعليم.
حصل دوكي على دبلوم المدرسة الثانوية من مدرسة لورد في مدينة كويزون عام 1974 ودرجة البكالوريوس في علم الحيوان من جامعة سانتو توماس (UST) عام 1978.   ثم حصل على درجة الدكتوراه في الطب من كلية الطب والجراحة UST في عام 1982.  واصل دوكي تعليمه في الولايات المتحدة، حيث حصل على درجة الماجستير في علم الأمراض من جامعة جورجتاون في عام 1987. كان دوكي في جورج تاون حيث تلقى تدريبًا علميًا في علم المناعة من 1985 إلى 1988. في عام 1992، أنهى دوكي الدراسات العليا في التعليم التنفيذي في إدارة البرامج الصحية في كلية الصحة العامة بجامعة هارفارد وكلية الإدارة في بوسطن، الولايات المتحدة.
•مهنته سابقاً كمدير أكاديمي وصحي:
من عام 1989 إلى عام 1995، شغل دوكي منصب عميد كلية الطب بجامعة ليسيوم - جامعة نورث وسترن.
وكان أيضًا مديرًا لجامعة بانجاسينان في نفس الوقت (1989-1999).  ثم أصبح مديرًا للمستشفى العام بجامعة ليسيوم-نورثويسترن في العام التالي وأصبح نائبه التنفيذي في نفس الوقت.  وقد استقال في النهاية من تلك المناصب في عام 2000.
•مهنته الحكومية:
*رئيس philhealth    (2001-2005):
في يونيو 2001، عينت الرئيسة جلوريا ماكاباجال أرويو دوكي رئيسًا ومديرًا تنفيذيًا لمؤسسة التأمين الصحي الفلبينية (PhilHealth).
بصفته رئيسًا لـ PhilHealth ، بدأ وأدار برنامج PhilHealth Plan 500 / GMA Indigent الذي قام بسرعة تسجيل 500000 مستفيد من فقراء المناطق الحضرية في خطة التأمين الصحي الوطنية (NHIP) في عام واحد فقط
وبحلول عام 2003، بلغ إجمالي عدد الأشخاص الذين تم مساعدتهم من مبادرة NHIP 8 ملايين مستفيد.  عرضت الرئيسة أرويو PhilHealth كعرض لنجاحات إدارتها من خلال التسجيل الناجح لـ 5.9 مليون أسرة أو 29901890 مستفيدًا في NHIP بحلول عام 2004.
*مهمته الأولى للصحة (2005-2009)
في (1 يونيو 2005) عينت الرئيسة ارويو دوكي سكرتيراً لوزارة الصحة بسبب قيادته الفعالة في
PhilHealth
بصفته سكرتير وزارة الصحة، حققت الوكالة العديد من الإنجازات والمعالم المثيرة للإعجاب فيما يتعلق بالرعاية الصحية العامة التي ساعدت وزارة الصحة في الحصول على درجات موافقة عالية.  خلال فترة ولايته، أشارت منظمة الصحة العالمية إلى الفلبين لكونها واحدة من ثلاث دول فقط لديها استراتيجيات ممتازة ضد فايروس
AH1N1
القاتل
تميزت إدارته لمدة خمس سنوات من وزارة الصحة بجهود استجابة سريعة ومستقرة ضد حالات الطوارئ والكوارث الصحية المختلفة مثل تسرب نفط غيماراس (2005)، والانهيار الأرضي ليتي غوينساوغون (2006)، وانسكاب الزئبق في مدرسة سانت أندرو (2006)  ومنتجات الألبان الملبسة بالميلامين (2008) وإعصار
(2009) وإيبولا ريستون في الخنازير (2009). كما عمل دوكي في الوقت نفسه كقائد لمكافحة الجوع من خلال دوره كرئيس للمجلس الوطني للتغذية
NNC
الذي كلفة الرئيس بالاشراف علي تنفيد برامج تخفيف الجوع ل27 وكالة حكومية.
و قد تم تعيينك ايضاً رئيساً للرقابة لمكتب مسابقات الياناصيب الفلبيني
PCSO
رئيس ديوان الخدمة المدنية (2010-2015):
في 11 يناير 2010، تم تعيين دوكي رئيسًا للجنة الخدمة المدنية
CSC
  بحلول 9 مارس 2010، تم تعيين دوكي نائبًا لرئيس مجلس الخدمة التنفيذية المهنية (CESB).  خلال فترة عمله كرئيس لجنة CSC ، كان دوكي محوريًا في تطوير خارطة طريق CSC للتنمية والإصلاحات للفترة 2010-15، وهي خطة مدتها خمس سنوات توضح بالتفصيل البرامج ذات الأولوية للجنة CSC لـ 1.4 مليون موظف حكومي في البلاد.  وشملت برامج دوكي التاريخية الأخرى نظام إدارة الأداء الاستراتيجي (SPMS)، و Botika Para sa Taumbayan ، ومركز الاتصال، ونظام الامتحان المحوسب CSC أو COMEX.
تحت رئاسة Duque ، مُنحت لجنة CSC «ختم الحوكمة الرائد» بعد أن حققت أعلى تصنيف امتثال 9.03 في نظام حوكمة الأداء (PGS) Revalida في 14 أكتوبر 2011.   تحت رئاسته، حصلت CSC على أعلى تصنيف، حيث قال 98 بالمائة من العملاء أنهم راضون عن الخدمات التي تلقوها من CSC بناءً على مسح Pulse Asia الذي شمل
الفترة من 24 أكتوبر إلى 17 نوفمبر 2011.
*رئيس GSIS
و مهنة الثانية كأمين DOH مند 2017 إلى الوقت الحالي:
تم تعيين دوكي رئيسًا لنظام التأمين على الخدمات الحكومية (GSIS) من قبل الرئيس رودريغو روا دوتيرتي في عام 2017.  كرئيس  بدأ في وضع الأساس لإصلاحات مختلفة لتعزيز الشركة الحكومية.  ومع ذلك، بعد عام واحد فقط من تعيينه في GSIS ، عيّن الرئيس دوتيرتي دوكي سكرتيراً لوزارة الصحة مرة أخرى.  عند توليه منصب وزير الصحة في 6 نوفمبر 2017، أصبح أول رئيس للصحة العائدة للوكالة منذ إعادة تعيين وزير الصحة باولينو جارسيا في الستينيات.
وقد قاد دوكي، بصفته وزير الصحة، إصلاحات في تحسين نظام تكنولوجيا المعلومات في PhilHealth للحماية من المطالبات الاحتيالية وغيرها من أشكال الجرائم الإلكترونية.  وقد كان دوكي أيضًا بطلًا صريحًا لرفع معدلات التطعيم بين الأطفال والشباب لمكافحة الأمراض شديدة العدوى مثل شلل الأطفال والحصبة.  وقد حث الآباء والعاملين الصحيين والحكومات المحلية على المشاركة الكاملة في التطعيم المتزامن ضد شلل الأطفال من أجل وقف المرض.
انتقل دوكي للمرور التاريخي لقطعتين تشريعيتين رئيسيتين - قانون الطب الجيد المتاح عالميًا والميسور التكلفة لعام 2008 وقانون إدارة الغذاء والدواء لعام 2009.
ادعاءات تضارب المصالح:
في 29 يوليو 2019، في خطاب الامتياز، اتهم السناتور بانفيلو لاكسون دوكي بتضارب المصالح المزعوم كوزير لوزارة الصحة.  زعم لاكسون أن شركات أشقاء دوكي، شركة أطباء الأدوية (DPI) وشركة التطوير التعليمي والطبي (EMDC)، استمرت في التعاقد مع الوكالات الحكومية على الرغم من تولي دوكي مناصب في الحكومة.   وفقًا لـ لاكسون، واصلت إدارة شؤون الإعلام كسب ملايين البيزو من الحكومة من خلال استئجار مبنى EMDC لاستخدام المكتب الإقليمي 1 التابع لمؤسسة الصحة الفلبينية في مدينة داغوبان.
خلال جلسة استماع للجنة الشريط الأزرق بمجلس الشيوخ في 14 أغسطس 2019، نفى دوكي أي تضارب في المصالح من جانبه.   شدد دوكي على أن إدارة شؤون الإعلام قد دخلت في شراكة مع الحكومة منذ عام 1946 وكانت بالفعل المزود الأساسي لللقاحات المضادة للسل بحلول عام 1996، وهي المرة الأولى التي حصل فيها على أسهم من الشركة.   أيضا، وفقا لدوكي، فقد قام بالفعل بتصفية جميع المصالح الشخصية مع إدارة شؤون الإعلام منذ عام 2005.  على هذا النحو، لا يمكن أن يكون هناك تضارب في المصالح بموجب RA 6713 لأن دوكي ليس له مصلحة شخصية في الشركة.
وفي حالة EMDC ، أكد دوكي مجددًا أن تأجير عقار EMDC كان مفيدًا للحكومة لأنه سمح لمكتب منطقة Philhealth I بالانتقال من مبنى تم الإعلان عنه بأنه خطر حريق.   أيضًا، ذهب عقد الإيجار إلى عملية الشراء المناسبة، ويدير توجيه تأجير مساحة المكتب نائب الرئيس الإقليمي لشركة PhilHealth ، وليس المجلس الذي كان عضوًا بحكم منصبه فيه.  كما أبلغ دوكي بعد ذلك الرئيس التنفيذي لشركة PhilHealth أليكس باديلا في عام 2013 بأسهمه ولم يتم أمره بالتصفية، مما يعني أنه لا يوجد تضارب في المصالح
*استجابة COVID-19 في الفلبين:
كان الوزير دوكي على رأس وزارة الصحة أثناء جائحة COVID-19.  قبل تفشي المرض في الفلبين، بينما كانت الحالات تتصاعد في هوبي، الصين، أخبر الوزير دوكي أعضاء مجلس النواب خلال ساعة الأسئلة في مجلس النواب أنه في حين كان الحظر المؤقت على السياح الصينيين من بين الخيارات التي تدرسها الحكومة لتفادي القتلى  مرض nCoV ، قد تكون هناك «تداعيات سياسية ودبلوماسية» خطيرة مع مثل هذه الخطوة.  مع زيادة الحالات الفلبينية (الإرسال المحلي) وبقدرة اختبار محدودة، برر انتهاك بروتوكولات اختبار COVID-19.  تحت قيادته، كانت الفلبين قادرة على إجراء 1000 اختبار فقط في اليوم لخدمة 105 مليون فلبيني في جميع أنحاء البلاد.
في 19 مارس 2020، خضع الوزير دوكي للحجر الصحي المنزلي بعد إصابة أحد مسؤوليه بـ COVID-19.  تم اختباره لـ COVID-19 لأنه مصاب بالربو وارتفاع ضغط الدم، وفقًا لرسالة نصية من وكيل وزارة الصحة ماريا روزاريو فيرجيير.  بعد ثلاثة أيام، في 22 مارس 2020، كانت النتائج سلبية.
في مؤتمر صحفي عقد في 9 أبريل 2020، أشار الوزير دوكي إلى أن عدد حالات COVID-19 المؤكدة في الفلبين «منخفض» نسبيًا مقارنة بالدول الأخرى، على الرغم من الاختبارات المحدودة.  تتعارض تصريحات دوكي مع تلك التي أصدرتها وزارة الصحة (DOH) سابقًا.  قال مساعده الخاص، بيفرلي هو، في وقت سابق في مؤتمر صحفي افتراضي أن تأثير ECQ لن يتم تعلمه إلا بحلول منتصف أبريل لأنه من السابق لأوانه معرفة ما إذا كان لها دور في الحد من انتشار الفيروس.  قالت وكيلة وزارة الصحة، ماريا روزاريو فيرجيير، أنه قبل تحديد «الصورة الحقيقية» لوباء COVID-19، يجب أن تستقر قدرة البلد على الاختبار أولاً - يعني أنه يجب أن يكون قادرًا على إجراء 8000 إلى 10000 اختبار COVID-19  يوم.
رداً على افتقار الوزير دوكي للقيادة والشفافية، قدم ما لا يقل عن 15 من أعضاء مجلس الشيوخ قرار مجلس الشيوخ رقم 362 في 16 أبريل 2020 لإلغاء منصبه.